# Блессінг Елеке
Блессінг Чибуїке Елеке (англ. Blessing Chibuike Eleke; нар. 5 березня 1996, Нігерія) — нігерійський футболіст, центральний нападник «Партизані».

## Клубна кар'єра

### Ранні роки
Виріс у Лагосі в родині з трьома братами та чотирма сестрами. На батьківщині розпочав займатися футболом у «Флаїнг Спортс Академі», перш ніж побував на невдалому перегляді у клубі італійської Серії А «Сассуоло». Згодом зізнався, що переїзд з Нігерії в Європу спочатку був складним завданням.

### Словенія
У 2014 році переїхав до Словенії, де уклав договір з «Горицею». Виступав за команду півтора роки. У січні 2016 року за гонорар у розмірі 750 000 євро підписав контракт з «Олімпією» (Любляна). 10 квітня 2016 року під час нічийного (1:1) поєдинку чемпіонату проти «Заврча» головний тренер «Олімпії» Марко Ніколич, як повідомляється, назвав Елеке «чорним ідіотом» за те, що той ретельно відсвяткував гол у компенсований час. 18 квітня 2016 року контракт Ніколича був розірваний за обопільною згодою, хоча Елеке попросив президента клубу Мілана Мандарича не звільняти тренера. Елеке розповів, що, хоча він і думав залишити клуб, але не хотів, щоб його тренера звільнили, оскільки не вірив у принцип «око за око». За підсумками сезону 2015/16 років став чемпіоном Словенії, завдяки чому у 2-матчевому протистоянні зі словацьким «Тренчином». Незважаючи на те, що він забив в обох матчах (3:4 і 3:2), «Олімпія» вилетіла за правилом виїзного голу. 

### Ізраїль та Швейцарія
У серпні 2017 року перейшов до клубу ізраїльської Прем'єр-ліги «Ашдод» за суму 800 000 євро. Того ж дня дебютував за нову команду у програному (1:4) матчі проти «Бейтара» (Єрусалим). 21 жовтня відзначився дебютним голом за «Ашдод» в переможному матчі (2:1) матчі проти «Бней-Єгуди». 27 липня 2018 року підписав 4-річний контракт із клубом швейцарської Суперліги «Люцерн» за гонорар приблизно в 1 мільйон швейцарських франків. Після отримання дозволу грати за «Люцерн», йому вдалося забити у своєму дебютном матчі проти «Лугано», який завершився перемогою «Люцерна» з рахунком 4:2. Трансфер виявився успішним, оскільки Елеке відзначився 17-ма голами у 39-ти офіційних матчах у своєму першому сезоні за «Люцерн».

### «Беєрсхот»
12 серпня 2020 року переїхав до Бельгії, щоб грати за «Беєрсхот» з Дивізіону 1A. Чотири дні по тому зіграв свій перший матч, вийшов на заміну Таріку Тіссудалі у переможному (3:1) другому турі чемпіонату 2020/21 проти «Зюлте-Варегема». Першим голом за «Беєрсхот» відзначився 28 лютого 2021 року в нічийному (2:2) поєдинку проти «Рояль Ексель Мускрона». Блессінг вийшов на поле замість Раяна Санусі, а вже через декілька хвилин відзначився голом. У сезоні 2020/21 років провів 20 із 33 можливих матчів чемпіонату за «Беєрсхот», у яких відзначився одним голом, а також одну кубкову гру. За підсумками сезону 2022/23 років команда вилетіла до Челлендж-ліги Бельгії.

### «Генчлербірлігі»
1 вересня 2021 року орендований турецьким «Генчлербірлігі» до завершення сезону. За вище вказаний клуб провів 24 матчі чемпіонату до кінця сезону, в яких відзначився 7-ма голами.

### «Касіма Антлерс»
1 серпня 2022 року «Касіма Антлерс» підтвердив угоду з «Беєрсхот» щодо повноцінного трансферу Блессінга, завдяки чому він став одним із небагатьох нігерійських футболістів, які грали в Японії. Провів 6 матчів за клуб протягом двох сезонів і залишив клуб по завершенні контракту наприкінці сезону 2023 року.

### «Істіклол»
21 березня 2024 року клуб Вищої ліги Таджикистану «Істіклол» оголосив про підписання 1-річного контракту з Елеке. 20 квітня оформив хет-трик за «Істіклол» у переможному (6:0) поєдинку Вищої ліги Таджикистану проти «Куктошем Рудакі». Після десяти матчів чемпіонату, в яких відзначився 6-ма голами, його контракт не був продовжений наприкінці липня 2024 року.

### «Партизані»
23 січня 2025 року тиранське «Партизані» оголосила про підписання контракту з Блессінгом. У футболці столичного клубу дебютував 1 березня 2025 року в програному (0:2) виїзному поєдинку 27-го туру албанської Суперліги проти «Ельбасані». Елеке вийшов на поле на 71-й хвилині замість Альберса Кеко.

## Статистика виступів

### Клубна
Станом на 26 червня 2024
| Клуб                      | Сезон             | Ліга                   | Ліга  | Ліга | Нац. кубок | Нац. кубок | Кубок ліги | Кубок ліги | Конт. кубок | Конт. кубок | Інші  | Інші | Загалом | Загалом |
| Клуб                      | Сезон             | Дивізіон               | Матчі | Голи | Матчі      | Голи       | Матчі      | Голи       | Матчі       | Голи        | Матчі | Голи | Матчі   | Голи    |
| ------------------------- | ----------------- | ---------------------- | ----- | ---- | ---------- | ---------- | ---------- | ---------- | ----------- | ----------- | ----- | ---- | ------- | ------- |
| «Гориця»                  | 2014–15           | Перша ліга Словенії    | 17    | 3    | 0          | 0          | -          | -          | -           | -           | 2     | 0    | 19      | 3       |
| «Гориця»                  | 2015–16           | Перша ліга Словенії    | 19    | 12   | 1          | 0          | -          | -          | -           | -           | -     | -    | 20      | 12      |
| «Гориця»                  | Загалом           | Загалом                | 36    | 15   | 1          | 0          | -          | -          | -           | -           | 2     | 0    | 39      | 15      |
| «Олімпія» (Любляна)       | 2015–16           | Перша ліга Словенії    | 12    | 3    | 0          | 0          | -          | -          | -           | -           | -     | -    | 12      | 3       |
| «Олімпія» (Любляна)       | 2016–17           | Перша ліга Словенії    | 30    | 5    | 5          | 1          | -          | -          | 2           | 2           | -     | -    | 37      | 7       |
| «Олімпія» (Любляна)       | 2017–18           | Перша ліга Словенії    | 3     | 2    | 0          | 0          | -          | -          | 2           | 0           | -     | -    | 5       | 2       |
| «Олімпія» (Любляна)       | Загалом           | Загалом                | 45    | 10   | 5          | 1          | -          | -          | 4           | 2           | -     | -    | 54      | 12      |
| «Ашдод»                   | 2017–18           | Прем'єр-ліга Ізраїлю   | 27    | 4    | 4          | 2          | 0          | 0          | -           | -           | -     | -    | 31      | 6       |
| «Люцерн»                  | 2018–19           | Суперліга Швейцарії    | 32    | 13   | 4          | 2          | -          | -          | 2           | 0           | -     | -    | 38      | 15      |
| «Люцерн»                  | 2019–20           | Суперліга Швейцарії    | 26    | 4    | 2          | 1          | -          | -          | 4           | 0           | -     | -    | 32      | 5       |
| «Люцерн»                  | Загалом           | Загалом                | 58    | 17   | 6          | 3          | -          | -          | 6           | 0           | -     | -    | 70      | 20      |
| «Беєрсхот»                | 2020–21           | Ліга Жупіле            | 20    | 1    | 1          | 0          | -          | -          | -           | -           | -     | -    | 21      | 1       |
| «Беєрсхот»                | 2021–22           | Ліга Жупіле            | 2     | 0    | 0          | 0          | -          | -          | -           | -           | -     | -    | 2       | 0       |
| «Беєрсхот»                | Загалом           | Загалом                | 22    | 1    | 1          | 0          | -          | -          | -           | -           | -     | -    | 23      | 1       |
| «Генчлербірлігі» (оренда) | 2021–22           | Перша ліга Туреччини   | 24    | 7    | 0          | 0          | -          | -          | -           | -           | -     | -    | 24      | 7       |
| «Касіма Антлерс»          | 2022              | Джей-ліга 1            | 4     | 1    | 0          | 0          | -          | -          | -           | -           | -     | -    | 4       | 1       |
| «Касіма Антлерс»          | 2023              | Джей-ліга 1            | 2     | 0    | 0          | 0          | -          | -          | -           | -           | -     | -    | 2       | 0       |
| «Касіма Антлерс»          | Загалом           | Загалом                | 6     | 1    | 0          | 0          | -          | -          | -           | -           | -     | -    | 6       | 1       |
| «Істіклол»                | 2024              | Вища ліга Таджикистану | 10    | 6    | 0          | 0          | -          | -          | 0           | 0           | 1     | 1    | 11      | 7       |
| Усього за кар'єру         | Усього за кар'єру | Усього за кар'єру      | 228   | 61   | 17         | 6          | 0          | 0          | 10          | 2           | 3     | 1    | 258     | 70      |

1. ↑  Матчі та голи у плей-оф Першої ліги
2. ↑  Матчі та голи в Лізі чемпіонів УЄФА
3. 1 2 3  Матчі та голи в Лізі Європи УЄФА
4. ↑  Матчі та голи в Лізі чемпіонів 2 АФК
5. ↑  Матчі та голи у Вищій лізі Таджикистану

## Досягнення
«Олімпія» (Любляна)
- Перша футбольна ліга Словенії
  -  Чемпіон (1): 2015/16

«Істіклол»
- Суперкубок Таджикистану
  -  Володар (1): 2024[18]